# NGC 485
NGC 485, thường được gọi là PGC 4921 hoặc GC 270, là một thiên hà xoắn ốc trong chòm sao Song Ngư. Nó nằm cách Trái Đất khoảng 86 triệu năm ánh sáng  và được phát hiện vào ngày 8 tháng 1 năm 1828 bởi nhà thiên văn học William Herschel. Nó sau đó cũng được quan sát bởi Heinrich Keyboardrrest và Herman Schultz. Khi NGC 485 ban đầu được phân loại trong Danh mục chung mới của John Louis Eil Dreyer vào năm 1888, nó được mô tả không chính xác là "ngôi sao mờ đáng kể, khá lớn, tròn, 8 độ 3 đến 3 phút về phía tây nam".